# 长叶轮钟草
长叶轮钟草（学名：Codonopsis lancifolia）是桔梗科党参属的植物。分布在锡金、印度、台湾岛、菲律宾、缅甸、柬埔寨、越南以及中国大陆的广东、四川、福建、云南、湖北、湖南、贵州、广西等地，生长于海拔300米至1,500米的地区，一般生长在灌丛中、林中和草地中，目前尚未由人工引种栽培。其果实因形似蜘蛛得名蜘蛛果。

## 别名
肉算盘、山荸荠、红果参

## 异名
- Codonopsis lancifolia (Roxb.) Moeliono